# リチャード・ネイ
リチャード・ネイ（Richard Ney、1916年11月12日 - 2004年7月18日）は、アメリカ合衆国の俳優。

## 出演作品
- ミニヴァー夫人
- ジャンヌ・ダーク
- 姦婦の生き埋葬